# 疙瘩彎角介
疙瘩彎角介（学名：Loxocorniculum nodamiqum）为彎貝介科彎角介屬下的一个种。